# Nazionale maschile di pallamano del Messico
La nazionale di pallamano maschile messicano rappresenta il Messico nelle competizioni internazionali e la sua attività è gestita dalla Federazione di pallamano del Messico.